# Dohmarivka, Nîjni Sirohozî
Dohmarivka (în ucraineană Догмарівка) este un sat în comuna Anatolivka din raionul Nîjni Sirohozî, regiunea Herson, Ucraina.

## Demografie
Componența lingvistică a localității Dohmarivka
     Ucraineană (95,83%)
     Rusă (4,17%)
Conform recensământului din 2001, majoritatea populației localității Dohmarivka era vorbitoare de ucraineană (95,83%), existând în minoritate și vorbitori de rusă (4,17%).